# مطار صفرو
مطار صفرو (رمز الإيكاو: GMFU) كان مطارًا يخدم مدينة فاس في المغرب. عقب افتتاح مطار سايس (GMFF/FEZ)، شُيدت منشآت على موقعه. تظهر صور جوجل إيرث التاريخية بتاريخ 27 سبتمبر 2003 بقايا مدرج عشبي باتجاه شرق-غرب مع وجود أعمال بناء جارية. أما الصور الفضائية الحالية فتُظهر المنطقة مغطاة بشوارع، ومجمعات سكنية، وملعب كرة قدم.

## انظر ايضآ
- النقل في المغرب